# 가타쿠라 다다시

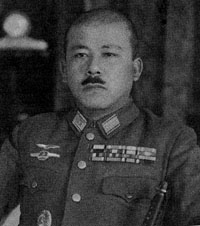
가타쿠라 다다시

가타쿠라 다다시(일본어: 片倉 衷, 1898년 5월 18일 ~ 1991년 7월 23일)은 일본의 육군 군인, 기업인이다. 최종 계급은 육군 소장. 제202사단장을 맡았고, 시모시즈(下志津) 교도비행사단장, 제33군 참모장등을 역임했다.

## 경력
센다이에서 가타쿠라 고타로(片倉小太郎) 육군 대좌의 차남으로 태어났다. 구마모토(熊本) 중학교에서 공부했고, 구마모토 육군 지방 유년학교에 진학했다. 육군 중앙 유년학교를 거쳐서 1917년 12월, 육군 사관학교(31기)에 입교했다. 1919년 5월, 사관학교 졸업 후 사관후보생이 된다. 같은 해 12월에 보병 중위로 진급하여 육군대학교(40기)에 입교했다. 1928년 12월, 육대를 졸업했다. 1929년 3월, 보병 대위로 진급, 보병 제27연대 중대장으로 임명되었다.
1930년 8월, 관동군 참모부에 근무하게 되었고, 다음해 10월부터 관동군 참모로서 일하기 시작했다. 1931년 9월에 발발한 만주사변에도 관여했다. 1932년 8월에 구루메(久留米) 제12사단 참모로 배속되었다. 이 시기, 제12사단은 5.15사건에 의한 군의 파쇼화를 비판하는 후쿠오카 니치니치신문(福岡日日新聞)에 대해서 계속 괴롭히고 있어서, 가타쿠라도 협박장을 신문사로 보냈다. 신문사를 폭파한다는 소문도 냈지만, 주필인 기쿠타케 롯코(菊竹六鼓)는 "시골 신문을 박살낸다고? 좋소. 준비는 되어있소. 언제라도 오시오"라고 마음 속의 공포와 싸우면서 대결 자세를 흐트리지 않았다.
1933년 8월부터 참모본부 제2부 제4과 제4반에 근무했다. 이 시기에 육군성, 참모본부 막료의 좌장이 되어서 '정치적 비상 사변 발발에 대처하는 대책요강'이라는 문서를 작성했다. 이 문서는 군인에 의한 정치적 비상 사태가 일어났을 때의 대처를 정리한 것으로, 실제로 나중에 일어난 2.26사건에 대한 대응은 이 문서가 베이스가 되었다고 한다. 이 문서의 목적은 황도파(皇道派) 등에 의한 쿠데타 진압을 이용해서, 군 주도의 강력한 정치체제를 확립하는 점에 있었다고 나중에 가타쿠라는 증언했다(출처-나카다 세이이치中田整一'도청 2.26사건盗聴 二・二六事件'문예춘추사, 2007년). 1934년 8월, 보병 소좌로 진급하여 같은 해 12월부터 육군병기본창(陸軍兵器本廠) 근무 겸 군무국(軍務局) 근무로 대만사무국(対満事務局)에 사무관으로 배속된다.
1936년 2월 26일, 2.26사건 당시 육군성 현관에서 반란군 장교 이소베 아사이치(磯部浅一) 전 일등주계로부터 총격을 당했다. 사건 뒤인 8월에 육군성 군무국 군무과원으로 전속되었고,. 1937년 3월부터 관동군 참모로 임명되었다. 1938년 3월, 보병 중좌로 진급했고, 같은 해 12월 1일, 관동군 제4과장으로 승진했다. 1939년 8월 1일부터 보병 제53연대장으로 취임했고, 다음 해 3월 9일에 보병 대좌로 진급한다. 1940년 8월 30일부터 참모본부에 근무하게 되었고, 같은 해 12월 4일부터 육군 보병학교 연구부 주사를 맡았다.
1941년 7월 17일부터 관동 방위군(関東防衛軍) 참모, 1942년 9월 18일, 제15군 참모, 1943년 3월 18일에는 버마 방면군(緬甸方面軍) 작전 과장으로 취임했다. 1944년 3월 1일에 육군 소장으로 진급했고, 4월 8일, 제33군 참모장이 되었다. 6월 15일에 육군 항공 총감부 근무를 거쳐서 12월 26일부터 시모시즈 교도 비행사단장, 1945년 4월 30일, 제202 사단장으로 취임했다. 다카사키에서 종전을 맡이했고, 12월에 소집해제되었다.
전후에는 상사(商事)를 경영한 것 외에, 1958년 1월 23일에는 스바스 찬드라 보스 아카데미 설립에 관여한다. 1978년에 아카데미 회장으로 취임. 1991년 7월 23일에 사망했다.

## 2.26사건
2.26사건이 일어나자 육군성 앞에서 이소베 아사이치 전 일등 주계에게 총격을 받는다. 원인은 1934년 11월 20일에 일어난 소위 '육군사관학교 사건' 때문이었다고 한다.
사관학교 사건은 무라나카 다카지(村中孝次) 대위와 이소베 일등 주계, 니시다 미쓰기(西田税) 예비역 소위등이 쿠데타를 기도했다는 혐의로, 무라나카와 이소베 두 명은 정직, 사관생도 5명이 퇴학 처분을 받았다. 이것은 쓰지 마사노부(辻政信)의 음모라는 설이 유력하지만 카타쿠라도 쓰지와 한패가 되었다고도 하고, 또 나가타 데쓰잔(永田鉄山) 군무국장의 지시에 따른 것이라고 하는 소문이 돌았다.
사건 적발 뒤에 이소베는 가타쿠라와 쓰지의 공모에 의해서 만들어진 날조라고 하여 두 사람을 무고죄로 고소했다. 신인물 왕래사 역사독본 '미공개 사진으로 보는 2.26 사건(未公開写真に見る2・26事件,신인물왕래사)'에서 나온 인터뷰에서는 가타쿠라 본인은 공동 음모, 나가타 지시설을 부정했다.
이 고소는 군법회의에서 각하되지만, 2.26 사건에서 이소베는 음모설을 믿고 가타쿠라를 습격했고, 복수를 했다. 사관학교 사건이 황도파 청년장교의 결속을 강하게 만들었고, 1935년 8월 12일의 아이자와 사건(相沢事件)이나 2.26 사건을 일으키게 한 원인이 되었다고 하는 견해가 있다.